# Liga Nacional de Basquetebol (Lituânia)
A Liga Nacional de Basquetebol (em lituano:  Nacionalinė krepšinio lyga) foi fundada em 2005 para ser a liga de segundo nível nas ligas lituanas, após a LKL. Atualmente dispõem de 14 clubes.

## Equipes na liga 2016/17
| Clube                     | Arena                                         | Capacidade | Cidade      | Fundação |
| ------------------------- | --------------------------------------------- | ---------- | ----------- | -------- |
| BC „Delikatesas“          | Saulės elementary school sport hall           | 200        | Joniškis    | 1994     |
| BC „Ežerūnas-Karys“       | Arena Molėtai                                 | 500        | Molėtai     | 2009     |
| BC „Lietkabelis-2“        | „Aukštaitijos“ sporto komplekso didžioji salė | 1500       | Panevežys   | 1999     |
| BC „Nafta-Uni-Akvaservis“ | Klaipėda KKRC                                 | 400        | Klaipėda    | 1987     |
| BC „Mažeikiai“            | Mažeikiai Venta school sport hall             | 800        | Mažeikiai   | 2005     |
| BC „Palanga“              | Palanga arena                                 | 1000       | Palanga     | 2014     |
| BC „Perlas-MRU“           | MRU sport hall                                | 250        | Vilnius     | 2013     |
| BC „Petrochema-Dextra“    | Jonava KKSC sport hall                        | 200        | Jonava      | 1999     |
| BC „Rasai“                | „Karpynė“ sport hall                          | 500        | Raseiniai   | 1992     |
| BC „Sūduva-Mantinga“      | Marijampolė ŽSM sport hall                    | 600        | Marijampolė | 2006     |
| BC „Šilutė“               | Šilutė Basketball Sports Hall                 | 150        | Šilutė      | 1990     |
| BC „Telšiai“              | Mažeikiai Venta school sport hall             | 800        | Mažeikiai   | 2012     |
| BC „Vytis“                | Šakiai JKSC sport hall                        | 800        | Šakiai      | 2005     |
| BC „Žalgiris-2“           | Žalgiris training facility                    | 500        | Kaunas      | 1999     |

## Lista de medalhistas na liga
| Temporada | Campeão                          | Finalista                     | Terceiro Colocado                          |
| --------- | -------------------------------- | ----------------------------- | ------------------------------------------ |
| 2005–2006 | Vilniaus „Akademija-MRU“         | Klaipėdos „Nafta-Uni-Laivitė“ | Anykščių „Puntukas-Jarimpeksas“            |
| 2006–2007 | Klaipėdos „Nafta-Uni-Laivitė“    | Jonavos „SK Dextera“          | Pakruojo „Meresta“                         |
| 2007–2008 | Kauno „Žalgiris-Sabonio mokykla“ | Palangos „Naglis-Adarkis“     | Jonavos „SK Dextera“                       |
| 2008–2009 | Prienų „Rūdupis“                 | Pakruojo „Meresta“            | Mažeikių „Mažeikiai“                       |
| 2009–2010 | Palangos „Naglis-Adarkis“        | Jonavos „SK Triobet Malsta“   | Mažeikių „Mažeikiai“                       |
| 2010–2011 | Pasvalio „Pieno žvaigždės“       | Mažeikių „Mažeikiai“          | Klaipėdos „Nafta-Universitetas“            |
| 2011–2012 | Kauno „LKKA-Atletas“             | Vilniaus „Statyba“            | Kauno „Žalgiris-Sabonio krepšinio centras“ |
| 2012–2013 | Mažeikių „Mažeikiai“             | Alytaus „Dzūkija“             | Kauno „Žalgiris-2“                         |
| 2013–2014 | Mažeikių „Mažeikiai“             | Trakų „Trakai“                | Molėtų „Tiumenas-Ežerūnas“                 |
| 2014–2015 | Klaipėdos „Nafta-Uni-Akvaservis“ | Molėtų „Ežerūnas-Karys“       | Marijampolės „Sūduva-Mantinga“             |
| 2015–2016 | Marijampolės „Sūduva-Mantinga“   | Kauno „Žalgiris-2“            | Palangos „Palanga“                         |
| 2016–2017 | Marijampolės „Sūduva-Mantinga“   | BC „Nafta-Uni-Akvaservis“     |                                            |